# میدان (ریاضیات)

یک هفت ضلعی منتظم را نمی‌توان با استفاده از خط‌کش و پرگار ساخت؛ این حکم را می‌توان با استفاده از میدان اعداد ساخت پذیر اثبات نمود.

در ریاضیات، میدان یا هیئت (Field)، مجموعه ای است که بر روی آن جمع، تفاضل، ضرب و تقسیم تعریف شده‌اند. این چهار عمل در میدان همچون چهار عمل متناظرشان در اعداد حقیقی و گویا عمل می‌کنند؛ لذا یک میدان ساختار جبری بنیادینی است که به‌طور گسترده در جبر، نظریه اعداد و بسیاری از شاخه‌های دیگر ریاضیات مورد استفاده قرار می‌گیرد.
شناخته شده‌ترین میدان‌ها، میدان اعداد گویا، میدان اعداد حقیقی و میدان اعداد مختلط می‌باشد. بسیاری از میدان‌های دیگر چون میدان توابع گویا، میدان توابع جبری، میدان اعداد جبری و میدان p-adicها در ریاضیات به‌طور معمول مورد استفاده و مطالعه قرار گرفته‌اند، به‌خصوص در نظریه اعداد و هندسه جبری. بسیاری از پروتکل‌های رمزنگاری وابسته به میدان‌های متناهی، یعنی میدان‌هایی با تعداد اعضای متناهی می‌باشند.
رابطهٔ دو میدان با مفهوم توسعه میدان‌ها بیان می‌شود. نظریه گالوا، که توسط اواریسته گالوا در دهه ۱۸۳۰ آغاز گشت، خود را وقف فهمیدن تقارن توسعه میدان‌ها نموده‌است. این نظریه، در میان نتایج دیگر، نشان می‌دهد که تثلیث زاویه و تربیع دایره را نمی‌توان با خط‌کش و پرگار انجام داد. به علاوه این که نشان می‌دهد معادلات درجه پنج از نظر جبری حل‌پذیر نیستند.
میدان‌ها در بسیاری از قلمروهای ریاضیاتی، مفاهیم بنیادینی هستند. از جمله در آنالیز که وابسته به میدان‌ها بوده و بر روی آن‌ها ساختار دیگری می‌افزاید. قضایای بنیادین آنالیز وابستگی تنگاتنگی به خواص ساختاری میدان اعداد حقیقی دارند. یک کاربرد دیگر که از نظر جبری مهم است این است که هر میدان را می‌توان به عنوان اسکالرهایی برای یک فضای برداری مورد استفاده قرار داد، که تم اصلی جبر خطی می‌باشد. میدان اعداد، رابطه خویشاوندی نزدیکی با اعداد گویا داشته و عمیقاً در نظریه اعداد مورد مطالعه قرار می‌گیرند. و در نهایت با کمک میدان توابع می‌توان خواص اشیاء هندسی را توصیف کرد.

## تعریف
یک میدان را به‌طور غیررسمی می‌توان یک مجموعه در نظر گرفت که بر روی آن دو عمل تعریف شده‌است: یکی از این عمل‌ها جمع است و به صورت a + b نوشته شده، دیگری ضرب است که به صورت a ⋅ b نوشته می‌شود. هردوی این عمل‌ها رفتار مشابهی دارند، از جمله این که معکوس جمعی برای تمام عناصر a وجود داشته و به صورت −aنوشته می‌شود، همچنین معکوس ضربی برای تمام عناصر غیر صفر b وجود داشته و به صورت b−1 نوشته می‌شود. این به ما امکان می‌دهد تا بتوانیم عمل معکوس هر کدام را بدین شکل تعریف کنیم:

### تعریف کلاسیک
یک میدان F را به‌طور رسمی به صورت مجموعه ای تعریف می‌کنند که دو عمل جمع و ضرب بر روی آن تعریف می‌شود. یک عمل روی F در حقیقت یک تابع است به صورت F × F → F. به بیان دیگر نگاشتی است که به هر جفت عنصر متعلق به F، یک عنصر از همان مجموعه نسبت می‌دهد. نتیجه افزودن a و b را جمع a و b نامیده و به شکل a + b نمایش می‌دهند. به‌طور مشابه، نتیجه ضرب a و b را به صورت ab یا a ⋅ b نمایش می‌دهند. این عملیات برای ارضای خواص زیر ضرورت دارند، به این خواص اصول موضوعه میدان می‌گویند. در این اصول موضوعه، a, b و c عناصر دلخواهی از میدان F هستند.
- شرکت‌پذیری جمع و ضرب: a + (b + c) = (a + b) + c و a · (b · c) = (a · b) · c
- جابجایی جمع و ضرب: a + b = b + a و a · b = b · a
- همانی جمعی و همانی ضربی: وجود دارد دو عنصر متمایز 0 و 1 در F به گونه ای که a + 0 = a و a · ۱ = a
- معکوسات جمعی و ضربی: برای هر a در F وجود دارد عنصری در F که به صورت −a نوشته شده و به آن معکوس جمعی a گفته می‌شود، چنان‌که a + (−a) = ۰. همچنین معکوس ضربی برای تمام عناصر غیر صفر b وجود داشته و به صورت b−1 نوشته می‌شود.
- خاصیت توزیع پذیری ضرب بر روی جمع: a · (b + c) = (a · b) + (a · c)

این اصول را می‌توان اینگونه خلاصه کرد: یک میدان دو عمل دارد، که به آن‌ها جمع و ضرب می‌گویند؛ میدان تحت جمع یک گروه آبلی است که همانی آن 0 می‌باشد؛ عناصر غیر صفر نیز تحت ضرب یک گروه آبلی دیگر تشکیل می‌دهند که همانی آن‌ها 1 است؛ ضرب بر روی جمع توزیع پذیر می‌باشد.

## ارجاعات
1. ↑  (Beachy و Blair 2006، Definition 4.1.1, p.  181)